# 斯德望·朗顿
斯德望·朗顿（英語：Stephen Langton；1150年—1228年7月9日）為一名英國籍的天主教司鐸級樞機及坎特伯里總教區總主教。他有名的事蹟包括策畫《大憲章》的形成，以及將《聖經》分章，以方便索引。

## 早期生活
斯德望約於1150年出生，為勒格貝的蘭頓村（Langton by Wragby）的農莊主之子；他有個兄弟名為西滿，他曾經當選為約克總教區總主教但是這個任命遭到教宗依諾增爵三世的撤銷。後來，當斯德望擔任坎特伯里總教區總主教時，西滿則擔任他的總執事。
他曾就讀於法國巴黎大學，也曾於該校擔任神學講師。1205年，曾與他在巴黎有過交情的教宗依諾增爵三世將他請到羅馬擔任聖基所恭堂區領銜司鐸。並在坎特伯里總教區總主教的選任時給予了支援。
他於1228年7月9日去世，死後安葬於英格蘭坎特伯雷座堂。